# أورلاندو ليوباردي
أورلاندو ليوباردي (بالإيطالية: Orlando Leopardi)‏ (11 يناير 1902 – 1 أغسطس 1972) هو ملاكم إيطالي راحل، مثّل بلاده في الألعاب الأولمبية الصيفية 1924.

## روابط خارجية
أورلاندو ليوباردي على موقع بوكس ريك (الإنجليزية) (registration required)
- أورلاندو ليوباردي على موقع أوليمبيديا (الإنجليزية)